# Parastaffella
Parastaffella es un género de foraminífero bentónico considerado un sinónimo posterior de Pseudoendothyra de la subfamilia Pseudostaffellinae, de la familia Ozawainellidae, de la superfamilia Fusulinoidea, del suborden Fusulinina y del orden Fusulinida. Su especie tipo era Fusulinella struvii. Su rango cronoestratigráfico abarca el Viseense (Carbonífero inferior).

## Discusión
Parastaffella fue propuesto como un subgénero de Pseudoendothyra, es decir, Pseudoendothyra (Parastaffella).
Clasificaciones más recientes incluirían Parastaffella en la superfamilia Ozawainelloidea, y en la subclase Fusulinana de la clase Fusulinata. Otras clasificaciones recientes incluirían Parastaffella en la familia Pseudostaffellidae.

## Clasificación
Parastaffella  incluía a las siguientes especies:
- Parastaffella biconvexa †
- Parastaffella carmenesensis †
- Parastaffella ermakiensis †
- Parastaffella fraudulenta †
- Parastaffella gracilis †
- Parastaffella grandis †
- Parastaffella hispaniae †
- Parastaffella holmensis †
- Parastaffella ingrata †
- Parastaffella keltmensis †
- Parastaffella lenticularis †
- Parastaffella lepida †
- Parastaffella nielseni †
- Parastaffella pressa †
- Parastaffella struvii †
- Parastaffella vlerki †

En Parastaffella  se han considerado los siguientes subgéneros:
- Parastaffella (Eoparastaffella), también considerado como género Eoparastaffell
- Parastaffella (Parastaffelloides), también considerado como género Parastaffelloides y aceptado como género Pseudoendothyra
- Parastaffella (Staffelloides), también considerado como género Staffelloides y aceptado como género Pseudoendothyra